# James Rainey

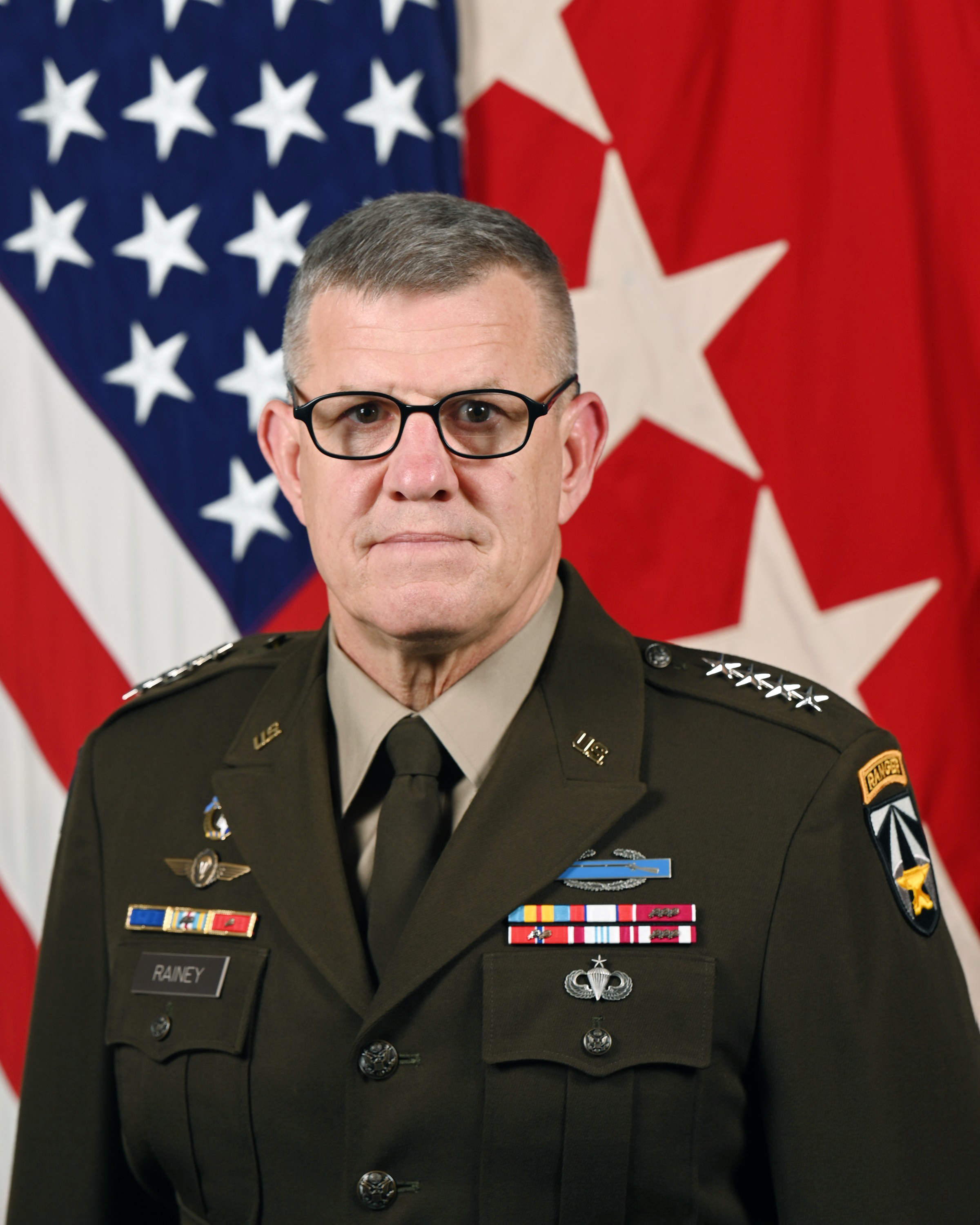
James E. Rainey (2022)

James E. Rainey  (* um 1965 in Brockton, Plymouth County, Massachusetts) ist ein General der United States Army. Er war unter anderem Kommandeur der 3. Infanteriedivision. Gegenwärtig (Herbst 2023) kommandiert er das United States Army Futures Command.
Über das ROTC-Programm der Eastern Kentucky University gelangte Rainey im Jahr 1987 in das Offizierskorps des US-Heeres. Dort wurde er als Leutnant der Infanterie zugeteilt. In der Armee durchlief er anschließend alle Offiziersränge vom Leutnant bis zum Vier-Sterne-General.
Im Lauf seiner militärischen Karriere absolvierte James Rainey den für Offiziere in den entsprechenden Rangstufen üblichen Dienst in unterschiedlichen Einheiten und Standorten. Dazu gehörten auch Aufgaben als Stabsoffizier in verschiedenen Hauptquartieren. Zu seinen Aufgaben als Stabsoffizier zählten Verwendungen in Stäben verschiedener Einheiten bis hinauf zum Pentagon bei den Joint Chiefs of Staff. Er kommandierte militärische Einheiten auf fast allen militärischen Ebenen und in diversen Einheiten. Zu seinen Auslandsstationen gehörten Südkorea, Deutschland, der Irak und Afghanistan.
Im Irakkrieg war er in verschiedenen Funktionen eingesetzt. Er war Stabsoffizier in der Stabsabteilung G3 des V. Korps, Stabsoffizier bei der 3. Brigade der 1. Kavalleriedivision und schließlich Bataillonskommandeur im 7. Kavallerieregiment. Nach zwischenzeitlich anderen Verwendungen unter anderem als Stabsoffizier erhielt James Rainey im Mai 2009 das Kommando über die 3. Brigade der 4. Infanteriedivision. Mit dieser Einheit wurde er im Rahmen der Operation Iraq Freedom erneut in den Irak versetzt.
Nach seiner Zeit als Brigadekommandeur wurde Rainey nach Fort Leavenworth in Kansas versetzt, wo er dem Stab des Mission Commands Center of Excellence angehörte. Es folgte eine weitere Versetzung zur 4. Infanteriedivision, mit der er im Rahmen der Operation Enduring Freedom in Afghanistan eingesetzt war.
Am 2. August 2013 erreichte Rainey mit seiner Beförderung zum Brigadegeneral die Generalsränge. Zwischen Juli 2014 und Juli 2015 leitete er die United States Army Infantry School. Danach übernahm er im August 2015 als Nachfolger von John M. Murray das Kommando über die 3. Infanteriedivision, das er bis zum Mai 2017 behielt. Dabei waren Teile der Division im Rahmen der Operation Freedom's Sentinel in Afghanistan eingesetzt. Auch Rainey war in Afghanistan vor Ort eingesetzt und fungierte dort gleichzeitig als Kommandeur der JointTaskForce-3. In seine Zeit als Divisionskommandeur fiel seine am 2. Mai 2016 erfolgte Beförderung zum Generalmajor.
Zwischen Juni 2017 und August 2018 gehörte Rainey dem Stab des Heeresministeriums an. Dort gehörte er der kombinierten Stabsabteilung G-3/5/7 an. Am 12. Oktober 2018 wurde Rainey zum Generalleutnant befördert. Danach war er zwischen Oktober 2018 und November 2019 Kommandeur des Combined Security Transition Command-Afghanistan, eines multinationalen Kommandos, das ebenfalls im Rahmen der Operation Freedom's Sentinel in Afghanistan operierte. Zwischen Dezember 2019 und Mai 2021 leitete James Rainey das United States Army Combined Arms Center, zu dem auch das Command and General Staff College gehört. Anschließend kehrte er zum Heeresministerium zurück, wo er nun die Leitung der kombinierten Stabsabteilung G-3/5/7 übernahm. Dieses Amt bekleidete er zwischen Juni 2021 und Oktober 2022.
Am 4. Oktober 2022 erfolgte seine Beförderung zum Vier-Sterne-General. Anschließend erhielt er das Kommando über das in Austin in Texas ansässigen United States Army Futures Command. In dieser Funktion löste er Generalleutnant James M. Richardson ab, der das Amt ab Dezember 2021 kommissarisch ausgeübt hatte. Diesen Posten bekleidet er im Herbst 2023 noch immer.

## Orden und Auszeichnungen
James Rainey erhielt im Lauf seiner militärischen Laufbahn unter anderem folgende Auszeichnungen:
- Defense Distinguished Service Medal
- Army Distinguished Service Medal
- Legion of Merit
- Bronze Star Medal
- Defense Meritorious Service Medal
- Meritorious Service Medal
- Joint Service Commendation Medal
- Army Commendation Medal
- Joint Service Achievement Medal
- Army Achievement Medal
- Presidential Unit Citation
- Joint Meritorious Unit Award
- Meritorious Unit Commendation
- National Defense Service Medal
- Armed Forces Expeditionary Medal
- Afghanistan Campaign Medal
- Iraq Campaign Medal
- Global War on Terrorism Expeditionary Medal
- Global War on Terrorism Service Medal
- Korea Defense Service Medal
- Humanitarian Service Medal
- NATO-Medaille